# Outlast (серія)
Outlast — серія відеоігор в жанрі survival horror, що випускається канадською студією Red Barrels.

## Історія
2011 року Філіп Морін, Девід Шатонеф та Юго Даллер заснували Red Barrels, і вже у жовтні 2012 року анонсували першу гру студії — Outlast, яка вийшла наступного року, 4 вересня 2013. У травні 2014 вийшло доповнення під назвою Outlast: Whistleblower.
У жовтні 2014 студія анонсувала Outlast 2, тизер якої був презентований у вересні 2015. Гра була випущена 24 квітня 2017 разом з колекцією Outlast Trinity що містить в собі Outlast, Outlast: Whislteblower та Outlast 2 . У грудні того-ж року було анонсовано Outlast 3 та ще одну гру у вселенній Outlast без конкретних дат випуску .
У грудні 2019 було анонсовано багатокористувацьку гру The Outlast Trials, вихід якої планувався на 2021 рік, але пізніше був перенесений на 2022 . Закрите бета-тестування гри тривало з 28 жовтня по 1 листопада 2022 року. 
10 березня 2023 було оголошено, що гра вийде у ранньому доступі 18 травня.
Франшиза Outlast є єдиною серією відеоігор канадської студії Red Barrels.
31 жовтня 2024 року кінокомпанія Lionsgate анонсувала екранізацію франшизи відеоігор Outlast. Виробництво стрічки очолить Рой Лі. Авторство сценарію доручено Джею Ті Перрі, відомому за роботою над оригінальними іграми серії.

## Сюжет
У всіх іграх серії гравець керує головним героєм, який не може дати відсіч своїм ворогам і може тільки втікати від них.
Головний антагоніст серії - це транснаціональна компанія Murkoff Corporation, яка нібито займається науковими дослідженнями та розробками, проте насправді ставить божевільні експерименти над людьми.

## Ігри
- 2013 — Outlast
- 2014 — Outlast: Whistleblower
- 2017 — Outlast 2
- 2023 — The Outlast Trials